# Route de France féminine
La Route de France Féminine era una corsa a tappe femminile di ciclismo su strada, svoltasi annualmente in Francia dal 2006 al 2016. Faceva parte del Calendario internazionale femminile UCI come gara di classe 2.1 (2.2 nella prima edizione). Organizzata dalla società Organisation Routes et Cycles diretta da Hervé Gérardin, si svolgeva nel mese di agosto per una durata di circa 7-9 giorni.

## Albo d'oro
Aggiornato all'edizione 2016.
| Anno | Vincitrice           | Seconda             | Terza                       |
| ---- | -------------------- | ------------------- | --------------------------- |
| 2006 | Linda Villumsen      | Amber Neben         | Svetlana Bubnenkova         |
| 2007 | Amber Neben          | Svetlana Bubnenkova | Maryline Salvetat           |
| 2008 | Luise Keller         | Rosane Kirch        | Edwige Pitel                |
| 2009 | Kimberly Anderson    | Evelyn Stevens      | Eneritz Iturriagaechevarria |
| 2010 | Annemiek van Vleuten | Judith Arndt        | Ol'ga Zabelinskaja          |
| 2011 | non disputata        | non disputata       | non disputata               |
| 2012 | Evelyn Stevens       | Kristin McGrath     | Carlee Taylor               |
| 2013 | Linda Villumsen      | Emma Johansson      | Evelyn Stevens              |
| 2014 | Claudia Lichtenberg  | Alena Amjaljusik    | Aude Biannic                |
| 2015 | Elisa Longo Borghini | Amber Neben         | Claudia Lichtenberg         |
| 2016 | Amber Neben          | Tayler Wiles        | Eugenia Bujak               |